# Georges II d'Alexandrie
Pour les articles homonymes, voir Georges II.
Georges II d'Alexandrie fut patriarche melkite d'Alexandrie du 2 avril 1021 à 1052 ?